# Aiden McGeady
Aiden McGeady (Glasgow, 4 de abril de 1986) é um futebolista irlandês nascido na Escócia que atua como meia. Atualmente, joga pelo Ayr United.

## Carreira
Aiden McGeady fez parte do elenco da Seleção Irlandesa de Futebol da Eurocopa de 2012 e 2016.

## Sunderland
Em 13 de julho de 2017, Aiden McGeady assinou um contrato válido por três temporadas com o Sunderland, reunindo-o de volta com seu antigo treinador no Preston, Simon Grayson.

## Títulos
Celtic
- Copa da Escócia: 2004-05
- Copa da Liga Escocesa: 2005-06, 2008-09
- Campeonato Escocês: 2005-06, 2006-07, 2007-08
- Football League Trophy: 2020-2021